# Rodolfo Quezada Toruño

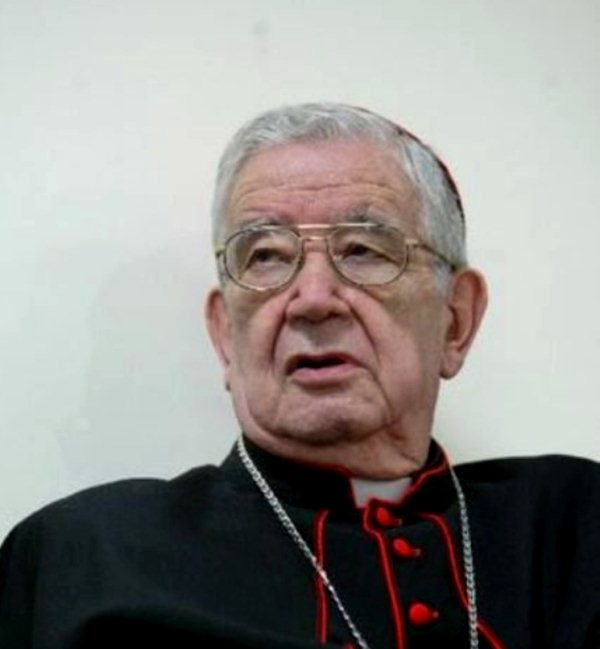
Kardinal Quezada Toruño (2010)

Kardinalswappen

Rodolfo Ignacio Kardinal Quezada Toruño (* 9. März 1932 in Guatemala-Stadt, Guatemala; † 4. Juni 2012 ebenda) war Erzbischof des Erzbistums Guatemala. Aufgrund seiner Initiative wurde der 36 Jahre andauernde Guatemaltekische Bürgerkrieg beendet; er wurde als „Friedenskardinal“ bezeichnet.

## Leben
Rodolfo Quezada Toruño studierte zunächst in San Salvador, El Salvador, Katholische Theologie und Philosophie und empfing am 21. September 1956 das Sakrament der Priesterweihe durch den Erzbischof von Guatemala, Mariano Rossell y Arellano. Im Rahmen weiterer Studien an der Universität Innsbruck und an der Päpstlichen Universität Gregoriana in Rom erwarb er 1959 das Lizenziat in Katholischer Theologie und wurde 1962 mit einer Arbeit auf dem Gebiet des Kanonischen Rechts promoviert. Anschließend wirkte er als Vikar der Domgemeinde von Ciudad de Guatemala, als Vizekanzler der Erzdiözese, Studentenpfarrer und Hochschulprofessor an mehreren Universitäten.
Am 5. April 1972 ernannte ihn Papst Paul VI. zum Titularbischof von Gadiaufala und zum Weihbischof in Zacapa. Die Bischofsweihe empfing er am 13. Mai desselben Jahres durch Erzbischof Girolamo Prigione, Apostolischer Nuntius in Guatemala und El Salvador; Mitkonsekratoren waren Costantino Cristiano Luna Pianegonda OFM, Bischof von Zacapa, und José Ramiro Pellecer Samayoa, Weihbischof in Guatemala. Am 11. September 1975 wurde er zum Koadjutorbischof des Bistums Zacapa ernannt, dessen Leitung er am 16. Februar 1980 mit dem Rücktritt Costantino Cristiano Luna Pianegondas übernahm. Seit der Zusammenlegung des Bistums Zacapa mit der Territorialprälatur Santo Cristo de Esquipulas am 24. Juni 1986 war er Bischof von Zacapa y Santo Cristo de Esquipulas.
Rodolfo Quezada Toruño spielte eine Schlüsselrolle bei den Verhandlungen zur Beendigung des mehr als dreißig Jahre dauernden Bürgerkriegs in seinem Heimatland, bei dem mehr als 200.000 Menschen getötet wurden. Quezada Toruño führte die Nationale Versöhnungskommission von 1987 bis 1993 und später die Verhandlungen über das endgültige Friedensabkommen, das im Dezember 1996 unterzeichnet wurde.
Papst Johannes Paul II. ernannte ihn am 19. Juni 2001 zum Erzbischof von Guatemala und nahm ihn am 23. Oktober 2003 als Kardinalpriester mit der Titelkirche San Saturnino in das Kardinalskollegium auf. Kurz darauf wurde er Präsident des vom 25. November bis 30. November 2003 in Guatemala-Stadt tagenden II. Amerikanischen Missionskongresses. Am 31. Januar 2004 wurde er zum Präsidenten der Bischofskonferenz von Guatemala gewählt.
Am 2. Oktober 2010 nahm Papst Benedikt XVI. sein aus Altersgründen vorgebrachtes Rücktrittsgesuch an.
Nach seinem Tode am 4. Juni 2012 würdigte Staatspräsident Otto Pérez Molina Kardinal Rodolfo Quezada Toruño als „Kämpfer für Frieden und nationale Versöhnung“ und ordnete eine dreitägige Staatstrauer an.

## Mitgliedschaften in der römischen Kurie
- Päpstlicher Rat für die Kultur (seit 2003)[6]
- Päpstliche Kommission für Lateinamerika